# Jegerup
Jegerup (tysk: Jägerup) er en landsby i Sønderjylland med 418 indbyggere  (2024), beliggende i Jegerup Sogn mellem de to større byer, Vojens og Sommersted. Landsbyen ligger i Haderslev Kommune og tilhører Region Syddanmark. Den rummer Jegerup Kirke. Kirken er hvidkalket og blev bygget i 1150
Jegerup ligger på den jyske højderyg, der blev dannet ved den sidste istid for 12.000 år siden. De gamle veje fulgte højderyggen ned gennem Jylland, så den gamle Hærvej fra Viborg til Slesvig by går igennem sognet, ligesom Adelvejen, der var forbindelsen mellem slottene i Haderslev og Ribe, også krydser sognet.
Landsbyens navn kendes fra 1492, hvor den kaldes Egrip eller Igrip. Forstavelsen ”Eg’s” oprindelse er lidt usikker, idet det kan være et mandsnavn eller en egbevoksning. De fleste mennesker hælder til den sidste tolkning, idet landsbyen ligger i udkanten af de store egeskove, der for 1000 år siden bredte sig over store strækninger mod nord.
Jegerup kirkesogn var tidligere et annekssogn til Maugstrup sogn, men udskiltes derfra 1914 (Trap 5, X, 1, 272), og omfattede udover Jegerup bebyggelserne Kestrup, Selskær, Jegerup Frihed og Fyrskov. Derefter blev sognet annekssogn til Vojens sogn.
Byen har en aktiv forening der holder mange forskellige aktiviteter i løbet af året, bl.a. Jegerup Byfest der vare en uges tid og sluttes af med et brag af en fest.